# Miserey
Miserey é uma comuna francesa na região administrativa da Normandia, no departamento de Eure. Estende-se por uma área de 8,15 km². Em 2010 a comuna tinha 641 habitantes (densidade: 78,7 hab./km²).